# Gloria en vivo
Gloria En Vivo es el segundo álbum en vivo de la cantante mexicana Gloria Trevi. Fue grabado en octubre de 2011 durante su presentación en el Auditorio Nacional. El 22 de mayo de 2012 se lanzó la edición estándar, el mismo día se lanzó la edición deluxe.

## Lista de canciones
| Edición Estándar |                                      |                                                 |          |  |
| N.º              | Título                               | Escritor(es)                                    | Duración |  |
| 1.               | «Gloria (En Vivo)»                   | Giancarlo Bigazzi, Umberto Tozzi                | 4:44     |  |
| 2.               | «Con Los Ojos Cerrados (En Vivo)»    | Gloria Treviño                                  | 3:38     |  |
| 3.               | «Psicofonía (En Vivo)»               | Treviño                                         | 5:21     |  |
| 4.               | «Vestida De Azúcar (En Vivo)»        | Treviño, Leonel García                          | 3:36     |  |
| 5.               | «Esa Hembra Es Mala (En Vivo)»       | Treviño, Baltazar Hinojosa, Marcela De la Garza | 3:29     |  |
| 6.               | «Pelo Suelto (En Vivo)»              | Mary Morín                                      | 2:18     |  |
| 7.               | «La Papa Sin Cátsup (En Vivo)»       | César Lazcano                                   | 3:32     |  |
| 8.               | «Todos Me Miran (En Vivo)»           | Treviño                                         | 4:26     |  |
| 9.               | «El Favor De La Soledad (En Vivo)»   | Treviño                                         | 4:26     |  |
| 10.              | «Me Río de Ti (En Vivo)»             | Treviño, Hinojosa, De la Garza                  | 4:02     |  |
| 11.              | «El Recuento De Los Daños (En Vivo)» | Treviño                                         | 4:25     |  |
| 12.              | «Cinco Minutos (En Vivo)»            | Erika Ender, Amérika Jiménez                    | 4:20     |  |
| 13.              | «Mañana (En Vivo)»                   | Treviño                                         | 4:48     |  |
| 14.              | «Gloria»                             | Bigazzi, Tozzi                                  | 4:23     |  |

| Edición Deluxe |                                      |                                                         |          |  |
| N.º            | Título                               | Escritor(es)                                            | Duración |  |
| 1.             | «Gloria (En Vivo)»                   | Giancarlo Bigazzi, Umberto Tozzi                        | 4:44     |  |
| 2.             | «Con Los Ojos Cerrados (En Vivo)»    | Gloria Treviño                                          | 3:38     |  |
| 3.             | «Psicofonía (En Vivo)»               | Treviño                                                 | 5:21     |  |
| 4.             | «Vestida De Azúcar (En Vivo)»        | Treviño, Leonel García                                  | 3:36     |  |
| 5.             | «Recostada En La Cama (En Vivo)»     | Luis Mario Álvarez, Treviño                             | 3:38     |  |
| 6.             | «Esa Hembra Es Mala (En Vivo)»       | Treviño, Baltazar Hinojosa, Marcela De la Garza         | 4:16     |  |
| 7.             | «Siempre A Mí (En Vivo)»             | Treviño                                                 | 3:20     |  |
| 8.             | «Pelo Suelto (En Vivo)»              | Mary Morín                                              | 2:19     |  |
| 9.             | «La Papa Sin Cátsup (En Vivo)»       | César Lazcano                                           | 3:29     |  |
| 10.            | «Todos Me Miran (En Vivo)»           | Treviño                                                 | 3:31     |  |
| 11.            | «El Favor De La Soledad (En Vivo)»   | Treviño                                                 | 3:50     |  |
| 12.            | «Cinco Minutos (En Vivo)»            | Erika Ender, Amérika Jiménez                            | 4:19     |  |
| 13.            | «Me Río de Ti (En Vivo)»             | Treviño, Hinojosa, De la Garza                          | 4:04     |  |
| 14.            | «El Recuento De Los Daños (En Vivo)» | Treviño                                                 | 4:29     |  |
| 15.            | «Dr. Psiquiatra (En Vivo)»           | Treviño                                                 | 7:09     |  |
| 16.            | «Mañana (En Vivo)»                   | Treviño                                                 | 4:47     |  |
| 17.            | «Gloria»                             | Bigazzi, Tozzi                                          | 4:23     |  |
| 18.            | «Punto G»                            | Treviño                                                 | 2:52     |  |
| 19.            | «Autoerótica»                        | Sebastian Jacome, Kasia Livingston, Alex James, Treviño | 3:36     |  |

## Posicionamientos en las listas
| Listas (2012)                     | Mejor posición |
| --------------------------------- | -------------- |
| México Top 100(AMPROFON)          | 2              |
| Estados Unidos (Latin Pop Albums) | 3              |
| Estados Unidos (Top Latin Albums) | 15             |

## Historial de lanzamiento
| País               | Fecha              | Edición              | Formato  | Discográfica    |
| ------------------ | ------------------ | -------------------- | -------- | --------------- |
|                    | 22 de mayo de 2013 | CD, Descarga digital | Estándar | Universal Music |
| 22 de mayo de 2013 | Edición Deluxe     | CD, Descarga digital |          | Universal Music |